# Édgar Brenes
Édgar Brenes Montealegre es un arquitecto y profesor universitario costarricense.

## Su vida y carrera
Édgar Brenes estudió arquitectura en Estados Unidos e Inglaterra, antes de regresar a Costa Rica. A su regreso, fue uno de los fundadores de la Escuela de Arquitectura de la Universidad de Costa Rica (la primera del país, en la década de los 70, y que hoy cuenta con unos 650 estudiantes matriculados), donde es catedrático de Taller de Diseño, maestría y otros cursos complementarios. Es uno de los más antiguos profesores de la escuela, siendo maestro de arquitectos destacados como Ibo Bonilla, primer arquitecto graduado en el país. Se les reconoce como de los pioneros e impulsores de la arquitectura bioclimática.
Al igual que otros arquitectos como Felo García, Jorge Bertheau y Franz Beer y otros, tuvo que estudiar fuera de Costa Rica, y a su regreso fue uno de los pioneros de la profesión en el país.
Su arquitectura se podría clasificar como bioclimática, pues busca controlar el influjo de la naturaleza a través de medios pasivos, como parasoles, aleros, ventilación convectiva y cruzada, entre otros. Con esto, persigue el ahorro de energía y una mayor adaptación de los edificios al entorno del trópico, en oposición a la importación de modelos extranjeros.
Ha sido conferencista invitado en numerosos congresos, como el II Encuentro de Arquitectura y Urbanismo Tropical (Costa Rica, 2001), y se ha especializado en países, como Japón y el Reino Unido.
En la actualidad dirige la Maestría en Arquitectura Tropical de la Escuela de Arquitectura de la Universidad de Costa Rica.